# Bessie Love
Pour les articles homonymes, voir Love.
Bessie Love, née Juanita Horton, le 10 septembre 1898 à Midland, (Texas, États-Unis), et morte le 26 avril 1986 à Londres, (Angleterre, Royaume-Uni), est une actrice américano-britannique apparaissant sur les écrans de la période du cinéma muet et du parlant.
Nommée pour l'Oscar de la meilleure actrice en 1929, elle fait une seconde carrière dans les studios et sur les planches des théâtres anglais.

## Biographie
Née à Midland au Texas, Juanita fréquente, à seize ans, l'Université de Los Angeles et rêve de devenir la prochaine Mabel Normand. Diplômée, ses parents l'encouragent à suivre ses ambitions a contrario de son entourage qui cherche à l'en dissuader. Un matin, Hollywood étant situé à une dizaine de kilomètres du centre de Los Angeles, elle décide qu'elle s’arrêtera au premier studio de production cinématographique qui se trouvera sur sa route. Ce sont les studios de la Fine Art Motion Picture Compagny, une des filiales de la Triangle Motion Picture Corporation dont l'objet social principal est la production de longs métrages. De surcroît, le réalisateur en titre et cofondateur de la compagnie n'est autre que D. W. Griffith qui vient de réaliser le film très controversé de Naissance d'une nation. Une partie du plateau des décors imposants de plein air de son second long métrage Intolérance se dresse devant l'entrée des studios.
Alors qu'elle est perdue dans la foule journalière des extras, elle n'est sélectionnée, ce jour-là, que pour un rôle de répétitrice donnant la réplique à John Emerson, un acteur venu de New York. Le réalisateur Jack O'Brien l'ayant déjà remarquée sur un autre plateau pense qu'elle correspondrait idéalement à ce qu'il recherche. Elle prend son rôle tellement à cœur et joue de manière si juste que le réalisateur la place dans un premier temps dans la liste des extras permanents puis, dès son troisième rôle The Aryan, comme premier rôle féminin donnant alors la réplique à William S. Hart. Très vite, ses shootings photo et ses films la rendent presque incontournable, tant auprès du public qu’auprès des réalisateurs et des acteurs. Ainsi, Douglas Fairbanks ne veut aucune autre actrice que Bessie dans son prochain film. D. W. Griffith presse le réalisateur Thomas H. Ince, à qui il a loué les services de Bessie, de la lui rendre le plus vite possible.
Elle atteint le sommet de sa popularité au cours des années 1920, mais bon nombre de ses films de cette époque sont aujourd'hui disparus. Cependant parmi ceux sauvegardés, se trouvent des chefs-d’œuvre comme Le Monde perdu, un film aux trucages novateurs pour l'époque, adapté du roman de Arthur Conan Doyle, et Bessie à Broadway, un des premiers films réalisés par Frank Capra.
En 1922, le comité de la WAMPAS sélectionne Bessie pour faire partie de la première promotion des treize Baby Stars de la Western Associated Motion Picture Advertisers (WAMPAS) aux côtés de Lois Wilson et Marion Aye.
Ses grands rôles appartiennent majoritairement dans des films de la période du muet, tenant notamment le rôle de Pauline Gaudin de Witschnau dans le film La Peau de chagrin, réalisé par George D. Baker en 1923 d'après l’œuvre éponyme d'Honoré de Balzac.

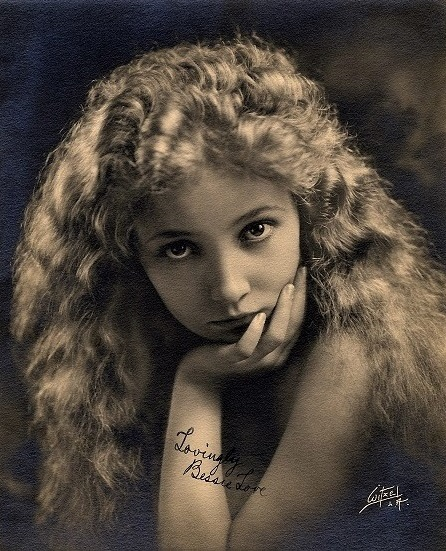
Bessie Love en 1920 (photographie d'Albert Witzel)

Contrairement à plusieurs vedettes du muet, l’avènement du cinéma parlant ne ralentit pas sa carrière. Elle tourne dans plusieurs films et est nommée en 1929 pour l'Oscar de la meilleure actrice pour son rôle dans la comédie musicale Broadway Melody. Cette année-là, elle épouse William Bellinger Hawks, le producteur cinématographique, frère de Kenneth et de Howard Hawks. Elle a Mary Astor pour belle-sœur, qui a été, elle aussi, une Baby Star mais de la promotion de 1926.
Ils ont une fille nommée Patricia en 1932 mais le couple divorce en 1935. Souhaitant relancer sa carrière, elle part tenter sa chance en Angleterre.
Au cours des années 1940 et 1950, elle joue sur les planches des théâtres anglais dont, en 1958, une pièce partiellement autobiographique qu'elle interprète. À partir des années 1950, elle renoue avec le cinéma, tenant le plus souvent de petits rôles dans des téléfilms et des films dont certains sont devenus « culte » comme La Comtesse aux pieds nus de Joseph L. Mankiewicz, Isadora de Karel Reisz, Un dimanche comme les autres de John Schlesinger, Ragtime de Miloš Forman et Reds de Warren Beatty. Elle apparaît une dernière fois au cinéma dans Les Prédateurs de Tony Scott.
Bessie Love décède à Londres, le 26 avril 1986, à l'âge de 87 ans et est incinérée au cimetière Breakspear de Ruislip, près de la capitale.
Pour honorer sa contribution à l'industrie du cinéma, Bessie est gratifiée d'une étoile sur le Walk of Fame à Hollywood, située au 6777 Hollywood Boulevard.

## Filmographie

### Courts métrages
- 1916 : Le Mystère du poisson volant (The Mystery of the Leaping Fish) de Christy Cabanne et John Emerson : The Little Fish Blower
- 1921 : The Honor of Rameriz de Robert N. Bradbury : la femme du géologue
- 1921 : The Spirit of the Lake de Robert N. Bradbury : ?
- 1922 : The WAMPAS Baby Stars of 1922 : Bessie
- 1926 : Westward Bo de J.A. Howe : ?
- 1927 : Amateur Night de Bryan Foy : (non crédité)
- 1928 : The Swell Head de Bryan Foy : ?

### Longs métrages
- 1916 : Acquitted de Paul Powell : Helen Carter
- 1916 : The Flying Torpedo de John B. O'Brien : Hulda
- 1916 : The Aryan de William S. Hart : Mary Jane Garth
- 1916 : The Good Bad Man d'Allan Dwan : Amy
- 1916 : Intolérance (Intolerance: Love's Struggle Throughout the Ages) de D. W. Griffith : la mariée de Cana
- 1916 : Terrible adversaire (Reggie Mixes In) de Christy Cabanne : Agnes
- 1916 : Stranded de Lloyd Ingraham : la fille
- 1916 : Hell To Pay Austin de Paul Powell : Briar Rose
- 1916 : A Sister Of Six de C. M. Franklin et Sidney Franklin : Prudence
- 1916 : The Heiress At Coffee Dan'S d'Edward Dillon : Waffles
- 1917 : Nina la bouquetière (Nina, the Flower Girl ) de Lloyd Ingraham : Nina
- 1917 : A Daughter of the Poor d'Edward Dillon :Rose Eastman
- 1917 : Cheerful Givers de Paul Powell : Judy
- 1917 : L'Attrait du cirque (The Sawdust Ring) de Charles Miller et Paul Powell : Janet Magie
- 1917 : La Petite Châtelaine (Wee Lady Betty) de Charles Miller : Wee Lady Betty
- 1917 : Polly de Charles Miller Polly Ann
- 1918 : Sa grande aventure (The Great Adventure) d'Alice Guy : Rags
- 1918 : Âmes sœurs (How Could You, Caroline?) de Frederick A. Thomson : Caroline Rogers
- 1918 : La Petite Providence (A Little Sister of Everybody) de Robert Thornby : Celeste Janvier
- 1918 : The Dawn of Understanding de Charles R. Seeling et David Smith : Sue Prescott
- 1919 : La Maison du bonheur (The Enchanted Barn) de David Smith : Shirley Hollister
- 1919 : Le Roman de Daisy (Carolyn of the Corners) de Robert Thornby : Carolyn May Cameron
- 1919 : The Wishing Ring Man de David Smith : Joy Havenith
- 1919 : La Petite Princesse (en) (A Yankee Princess) de David Smith : Patsy O'Reilly
- 1919 : Petit Patron (The Little Boss) de David Smith : Peggy Winston
- 1919 : La Petite Institutrice (Cupid Forecloses) de David Smith : Geraldine Farleigh
- 1919 : Georgette et son chauffeur (en) (Over the Garden Wall) de David Smith : Peggy Gordon
- 1919 : Peggy l'enfant terrible (en) (A Fighting Colleen) de David Smith : Alannah Malone
- 1920 : Le Fou de la vallée (en) (Pegeen) de David Smith : Pegeen O'Neill
- 1920 : Bonnie May (en) de Joseph De Grasse et Ida May Park : Bonnie May
- 1920 : The Midlanders (en) de Joseph De Grasse et Ida May Park : Aurelie Lindstrom
- 1921 : Penny of Top Hill Trail (en) d'Arthur Berthelet : Penny
- 1921 : Le Devin du faubourg (The Swamp) de Colin Campbell : Mary
- 1921 : Les Chasseurs de baleines (The Sea Lion) de Rowland V. Lee : Blossom Nelson
- 1922 : La Colère des dieux (en) (The Vermilion Pencil) de Norman Dawn : Hyacinth
- 1922 : L'Enfant sacrifiée (Forget Me Not) de W. S. Van Dyke : Ann
- 1922 : Bulldog Courage d'Edward A. Kull : Gloria Phillips
- 1922 : Le Forgeron du village (The Village Blacksmith) de John Ford : Rosemary Martin
- 1922 : Deserted at the Altar (en) de William K. Howard et Albert H. Kelley : Anna Moore
- 1923 : La Loi du désert (Three Who Paid) de Colin Campbell : Virginia Cartwright
- 1923 : The Ghost Patrol (en) de Nat Ross : Effie Kugler
- 1923 : Âmes à vendre (Souls for Sale) de Rupert Hughes (non créditée)
- 1923 : The Purple Dawn (en) de Charles R. Seeling : Mui Far
- 1923 : Mary of the Movies de John McDermott (non créditée)
- 1923 : Human Wreckage (en) de John Griffith Wray et Dorothy Davenport : Mary Finnegan
- 1923 : Trois Femmes pour un mari (The Eternal Three)  de Marshall Neilan et Frank Urson : Hilda Gray
- 1923 : La Petite Fée (St. Elmo) de Jerome Storm : Edna Earle
- 1923 : La Peau de chagrin (Slave of Desire) de George D. Baker : Pauline Gaudin de Witschnau
- 1923 : La Petite Dame (Gentle Julia) de Rowland V. Lee : Julia
- 1924 : Torment de Maurice Tourneur : Marie
- 1924 : Les Fiancés du Jury (en) (The Woman on the Jury) de Harry O. Hoyt : Grace Pierce
- 1924 : Les Fraudeurs (Those Who Dance) de Lambert Hillyer : Veda Anargas
- 1924 : The Silent Watcher de Frank Lloyd : Mary Roberts
- 1924 : Dynamite Smith (en) de Ralph Ince : Violet
- 1924 : Sundown (en) de Harry O. Hoyt et Laurence Trimble : Ellen Crawley
- 1924 : L'Émeute (Tongues of Flame) de Joseph Henabery : Lahleet
- 1925 : Le Monde perdu (The Lost World) de Harry O. Hoyt : Paula White
- 1925 : Soul-Fire de John S. Robertson : Teita
- 1925 : A Son of His Father de Victor Fleming Nora Shea
- 1925 : New Brooms (en) de William C. de Mille : Geraldine Marsh
- 1925 : Incognito (The King on Main Street) de Monta Bell : Gladys Humphreys
- 1926 : The Song and Dance Man de Herbert Brenon : Leola Lane
- 1926 : Lovey Mary de King Baggot : Lovey Mary
- 1926 : C'était un Prince ! (en) (Meet the Prince) de Joseph Henabery
- 1926 : Young April (en) de Donald Crisp : Victoria
- 1926 : Going Crooked de George Melford : Marie
- 1927 : Rubber Tires (en) d'Alan Hale : Mary Ellen Stack
- 1927 : A Harp in Hock (en) de Renaud Hoffman : Nora Banks
- 1927 : Son beau geste (Dress Parade) de Donald Crisp : Janet Cleghorne
- 1927 : The American de James Stuart Blackton
- 1928 : Bessie à Broadway (The Matinee Idol) de Frank Capra : Ginger Bolivar
- 1928 : Un cœur à la traîne (Anybody Here Seen Kelly?) de William Wyler : Mitzi Lavelle
- 1928 : Sally of the Scandals (en) de Lynn Shores (en) : Sally Rand
- 1929 : Broadway Melody de Harry Beaumont : Hank Mahoney
- 1929 : Hollywood chante et danse (The Hollywood Revue of 1929) de Charles Reisner : elle-même
- 1929 : The Iddle Rich de William C. de Mille : Helen Thayer
- 1929 : The Girl in the Show de Edgar Selwyn : Hattie Hartley
- 1930 : Chasing Rainbows de Charles Reisner : Carlie Seymour
- 1930 : They Learned About Women (en) de Jack Conway et Sam Wood : Margaret Holt
- 1930 : Conspiracy de Christy Cabanne : Margaret Holt
- 1930 : Bonnes Nouvelles (Good News) de Nick Grinde : Babe
- 1930 : L'Amérique a soif (See America Thirst) de William J. Craft : Ellen
- 1931 : Morals for Women de Mort Blumenstock : Helen Huston
- 1936 : I Live Again (en) : d'Arthur Maude Kathleen Vernon
- 1942 : Atlantic Ferry (en) de Walter Forde : Begonia Baggot
- 1945 : La Grande Aventure (en) (Journey Together) de John Boulting : Mrs. Mary McWilliams

- 1951 : Le Voyage fantastique (No Highway In The Sky) de Henry Koster (non créditée)
- 1951 : La Boîte magique (The Magic Box) de John Boulting : mère de la mariée
- 1954 : Filles sans joie (The Weak and the Wicked) de J. Lee Thompson : prisonnière,
- 1954 : Le Beau Brummel de Curtis Bernhardt (non créditée)
- 1954 : La Comtesse aux pieds nus (The Barefoot Contessa) de Joseph L. Mankiewicz : Mme Eubanks
- 1955 : Touch and Go (en) de Michael Truman (en) : Mrs Baxter
- 1957 : Le Scandale Costello (The Story of Esther Costello) de David Miller : une femme dans la galerie d'art
- 1958 : L'Heure audacieuse (en) (Next to No Time) de Henry Cornelius : Becky Wiener
- 1960 : Too Young to Love de Muriel Box
- 1961 : Un si bel été (The greengage summer / Loss of innocence) de Lewis Gilbert : une touriste américaine
- 1961 : Le Visage du plaisir (The Roman Spring of Mrs. Stone) de José Quintero : Karen Stone
- 1964 : Les Enfants des damnés d'Anton M. Leader : Mme Robbins, la grand-mère de Mark
- 1965 : Promise Her Anything d'Arthur Hiller : cliente du magasin d'animaux
- 1968 : Isadora de Karel Reisz : Mme Duncan
- 1971 : Un dimanche comme les autres (Sunday Bloody Sunday) de John Schlesinger : l'opératrice téléphonique
- 1971 : Catlow (Catlow) de Sam Wanamaker : Mrs. Frost
- 1976 : The Ritz de Richard Lester : Maurine
- 1981 : L'Amant de lady Chatterley (Lady Chatterley's Lover) de Just Jaeckin : Flora
- 1981 : Ragtime de Miloš Forman : la vieille dame au TOC
- 1981 : Reds de Warren Beatty : Mme Partlow
- 1983 : Les Prédateurs (The Hunger) de Tony Scott : Lillybelle

### Télévision

#### Séries
- 1952 : BBC Sunday-Night Theatre, épisode Mystery Story : Grace Jones
- 1953 : BBC Sunday-Night Theatre, épisode The Hero : Harriet Quinn
- 1954 : BBC Sunday-Night Theatre, épisode Queen's Folly : Mrs. Temple
- 1955 : BBC Sunday-Night Theatre, épisode Indoor Sport : Maggie Closky
- 1955 : London Playhouse, épisode The Glorification of Al Toolum : Mrs. Goren
- 1957 : ITV Television Playhouse, épisode The Staring Match : Irma Davis
- 1957 : ITV Play of the Week, épisode The Wooden Dish : Bessie Bockser
- 1957 : BBC Sunday-Night Theatre, épisode Our Town : Mrs. Gibbs
- 1958 : BBC Sunday-Night Theatre, épisode View Friendship and Marriage : Mrs. Dudley-Brown
- 1958 : BBC Sunday-Night Theatre, épisode The Royal Family of Broadway : Kitty Lemoyne Dean
- 1959 : ITV Play of the Week, épisode Skyline for Two : Miss Darling
- 1959 : ITV Play of the Week, épisode South : Mrs. Strong
- 1959 : Saturday Playhouse, épisode Golden Rain : Mrs. Stukeley-Mosher
- 1960 : ITV Television Playhouse, épisode Bridge of Sighs : Mary Louella Partridge
- 1960 : ITV Television Playhouse, épisode A Young Lady of Property : Gertrude Miller
- 1960 : Don't Do It Dempsey, épisode Visiting Firemen : Mrs. Glenton
- 1960 : International Detective, épisode The Brenner Case : Mrs. Morgan
- 1960 : International Detective, épisode The Steibel Case : Marta Steibel
- 1960 : Emergency-Ward 10 , épisode 1 : Mrs. Broom
- 1961 : Harpers West One, épisode 1 : une cliente
- 1962 : Man of the World, épisode Portrait of a Girl : Mrs. Van Kempson
- 1962 : Zéro un Londres, épisode Gunpoint to Shannon: Mrs. Glorny
- 1963 : Ce sentimental M. Varela, épisode Never Play Cards with Strangers : Mamy
- 1964 : Story Parade, épisode A Kiss Before Dying : Mrs. Arquette
- 1965 : The Wednesday Play, épisode The Pistol : Martha Burrouhs
- 1969 : Mon ami le fantôme , épisode When Did You Start to Stop Seeing Things ? : Mrs. Trotter
- 1970 : Kate (en), épisode A Good Spec : Lady Hartford-Cape
- 1971 : From a Bird's Eye View, épisode Family Tree : Vieille femme
- 1971 : Public Eye, épisode The Beater and the Game : Chrissy Husack
- 1973 : Pollyann , épisode 1 : Mrs Snow
- 1975 : Shades of Greene , épisode Cheap in August : St. Louis Woman
- 1976 : Katy, épisodes 1, 2 et 3 : Mrs. Finch
- 1978 : Edward & Mrs. Simpson , épisode Venus at the Prow : Lady Cunard

#### Téléfilms
- 1947 : You Can't Take It with You : Penelope Sycamore
- 1948 : The Front Page : Mrs Grant
- 1956 : The Male Animal  : Myrtle Keller
- 1958 : Long Distance : Mrs. MacLean
- 1974 : Pris au piège : Mrs. Richardson